# Środa Śląska
Środa Śląska [ˈɕrɔda ˈɕlɔ̃ska] ( tiếng Đức: Neumarkt in Schlesien    ) là một thị trấn ở Lower Silesian Voivodeship, ở phía tây nam Ba Lan . Đó là trụ sở của quận Środa Śląska và của khu hành chính nhỏ hơn ( gmina ) được gọi là Gmina Sroda Sląska . Thị trấn nằm cách khoảng 32 km   về phía tây của thủ đô khu vực Wrocław, trên con lạch Średzka Woda . Vào năm 2006, thị trấn có dân số 8.800 người.

## Lịch sử

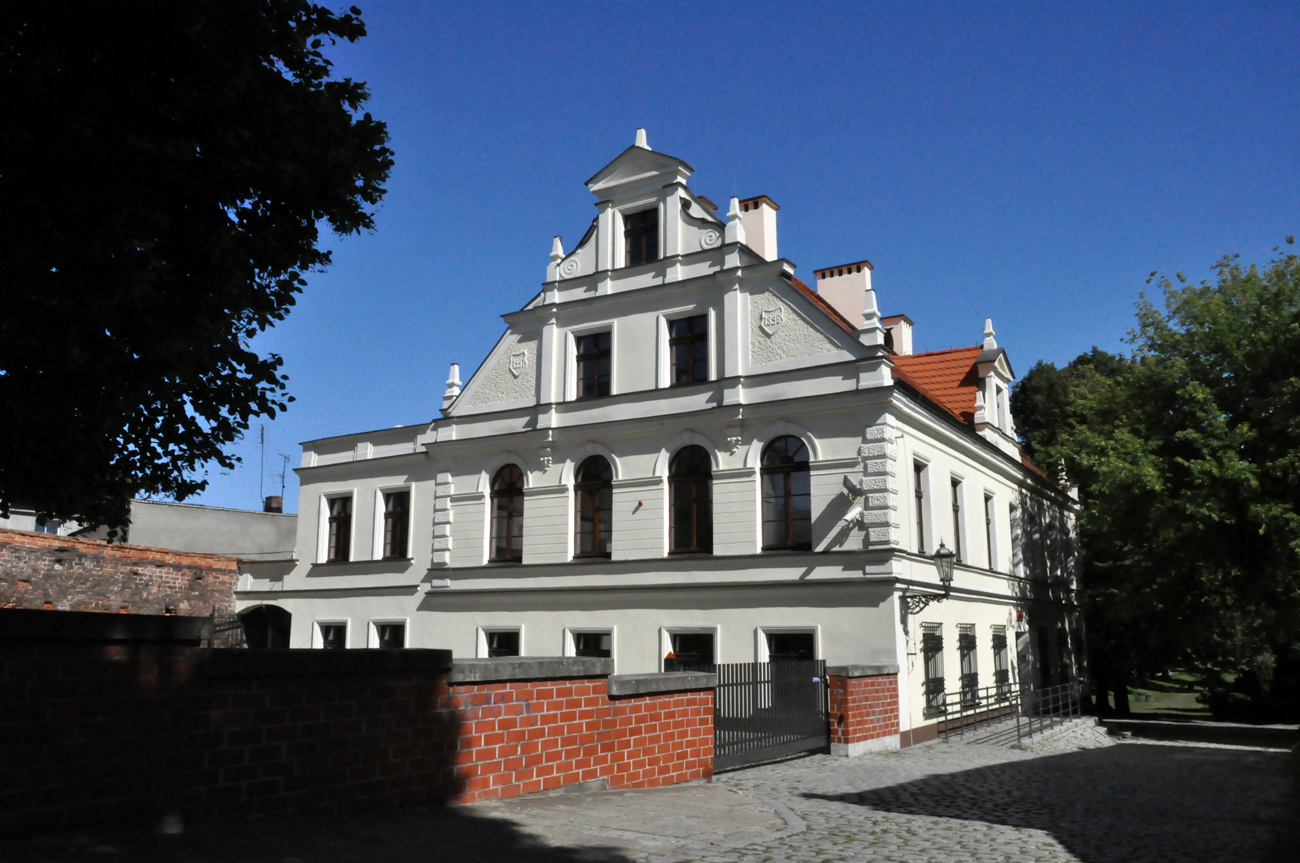
Văn phòng công tố

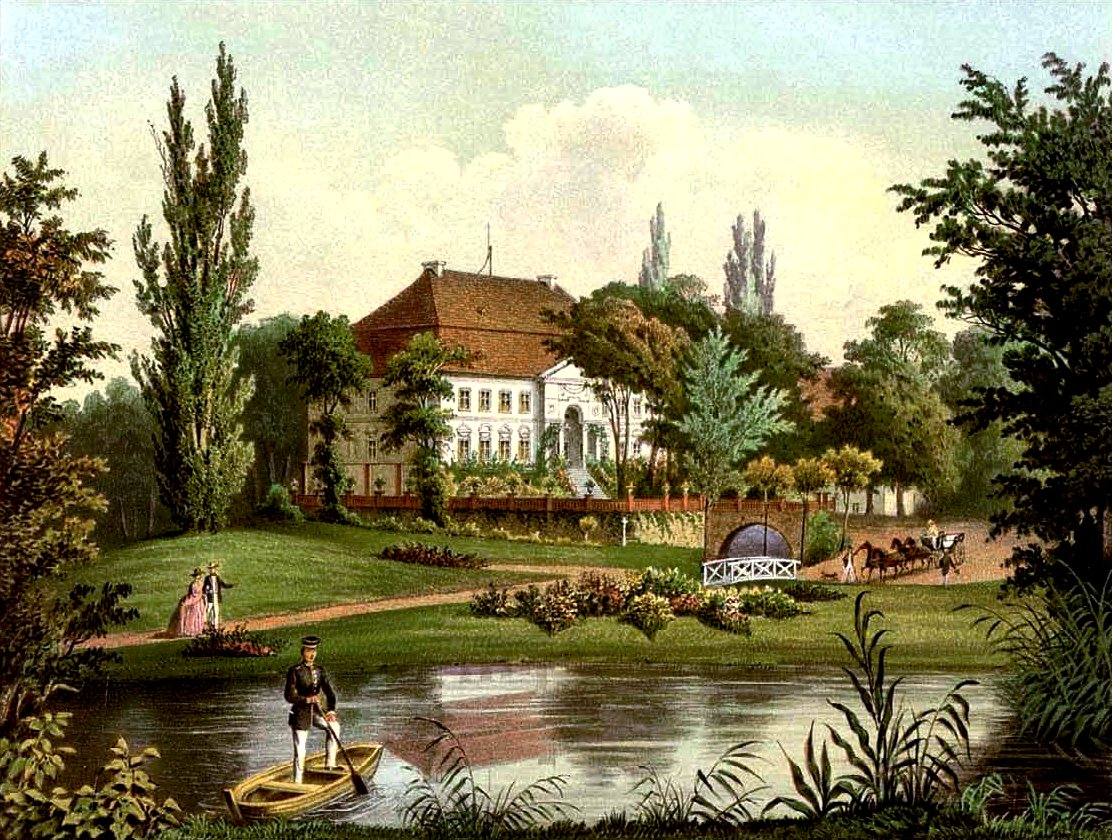
Palace Zieserwitz vào khoảng năm 1860, Phiên bản của Alexander Duncker

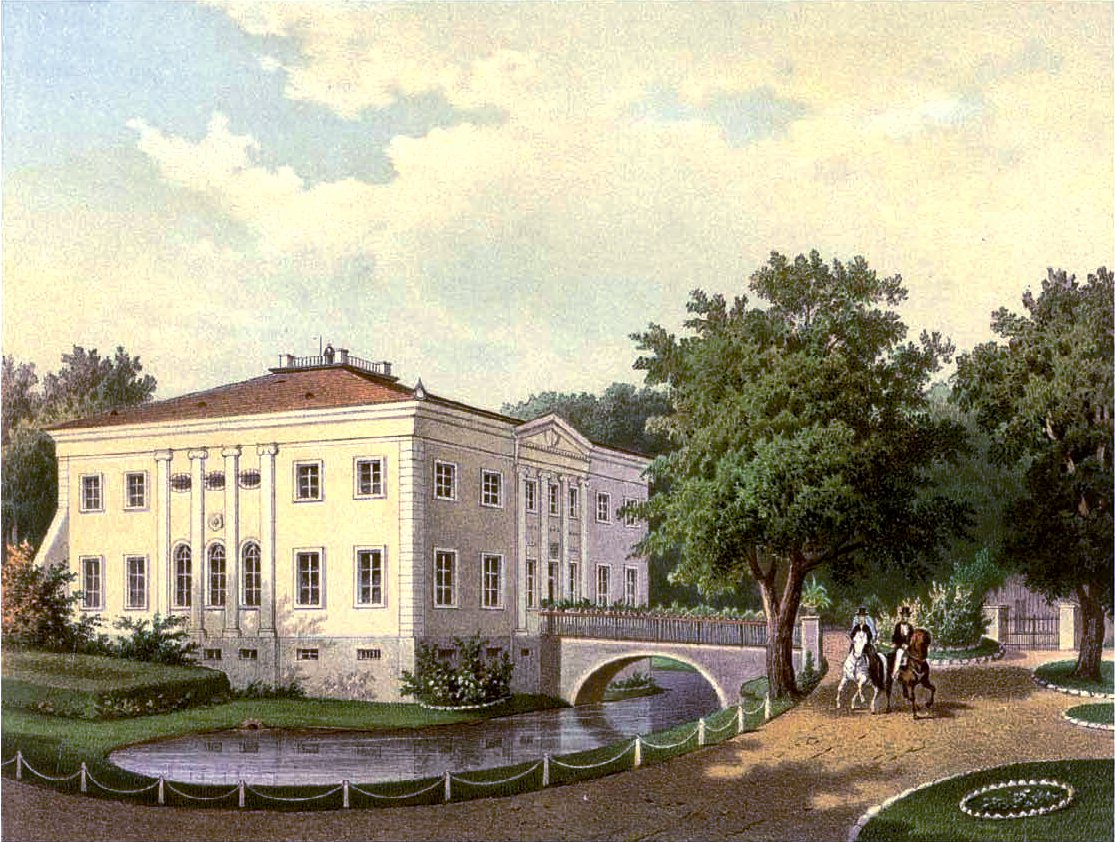
Palace Rackschütz vào khoảng năm 1860, Phiên bản của Alexander Duncker

Środa Sląska nằm ở phần trung tâm của khu vực Lower Silesia tại các tuyến giao thông chính nối liền với phía đông và phía tây của châu Âu. Chuyển đổi nó từ một khu định cư thương mại nhỏ thành trung tâm đô thị được thực hiện bởi một hoàng tử Ba Lan Henryk the Bearded (1202-1238) với ý tưởng là tăng cường ý nghĩa kinh tế và chính trị của khu vực Silesia như một phương tiện để thống nhất Vương quốc Ba Lan . Vào khoảng năm 1235, ông đã cấp cho khu định cư một luật đặc biệt, dựa trên luật Magdeburg, nhưng được thông qua các điều kiện địa phương ( luật średzkie ). Đó là một mô hình mà nhiều thị trấn khác của Ba Lan sau đó đã được tài trợ (bao gồm Opole, Kalisz, Wieliczka, Radom ).
Trong những năm 1428 - 1431, thị trấn bị tàn phá bởi người Hussites (đặc biệt là sự tàn phá là cuộc tấn công vào năm 1428 khi Hussites cướp thị trấn và đốt cháy tu viện và nhà thờ của trật tự Franciscan ). Năm 1526, nó được hợp nhất bởi chế độ quân chủ Habsburg . Năm 1740, những người lính Phổ đã chiếm giữ thị trấn và sáp nhập nó vào Vương quốc Phổ . Năm 1806, nó bị quân Pháp cướp phá, và năm 1813 bởi lính Đức. Vào ngày 9 tháng 2 năm 1945, quân đội Đức rút khỏi thị trấn và nó trở thành một phần của Ba Lan. Dân số Đức của thành phố bỏ trốn hoặc bị ép buộc trục xuất .
Để biết thêm thông tin về lịch sử của khu vực, xem Silesia .

## Cá nhân tiêu biểu
- Laurentius Corvinus (1465 Từ1527), học giả
- Franz Josef Kallmann
- Hugo von Kirchbach (1809 - 1887), tướng Phổ
- Leszek Kosesowski